# Joseph-Xavier Hornstein
Joseph-Xavier Hornstein (auch Joseph-Xavier de Hornstein; * 9. März 1840 in Villars-sur-Fontenais bei Porrentruy, Schweiz; † 5. Juni 1905 in Bukarest) war Erzbischof von Bukarest in Rumänien.

## Leben
Joseph-Xavier Hornstein stammte aus dem Schweizer Jura. Seine Eltern waren der Gutsbesitzer Xavier Hornstein und Marie-Agathe-Catherine geb. Henselin. Er studierte Philosophie in Feldkirch sowie Theologie in Innsbruck, München und Solothurn und empfing am 19. Juli 1863 die Priesterweihe. Danach war er Sekretär der bischöflichen Kanzlei, ab 1864 Pfarrdekan von Pruntrut. Von 1874 bis 1875 war er in Delle im Exil. In den Jahren 1883 und 1884 findet er sich als Mitglied des Berner Verfassungsrats. Hornstein gründete 1883 die Zeitschrift Union du Jura mit liberalkatholischer Tendenz, die bis 1887 erschien. Er strebte die Loslösung des Jura vom Bistum Basel an und stand wegen seiner auf Verständigung mit dem Kanton Bern gerichteten Politik in Auseinandersetzung mit dem konservativen Teil des jurassischen Katholizismus.
Am 31. März 1896 ernannte Papst Leo XIII. ihn zum Erzbischof von Bukarest. Die Bischofsweihe spendete ihm am 18. Oktober 1896 Victor Kardinal Lécot, der Erzbischof von Bordeaux; Mitkonsekratoren waren der Abtbischof von Saint-Maurice, Joseph Paccolat CRA, und der Bischof von Iași, Dominic Jaquet OFMConv.